# Aneta Zając
Aneta Zając (sinh ngày 19 tháng 4 năm 1982 tại Warsaw) là một diễn viên người Ba Lan.
Cô tốt nghiệp Trường Điện ảnh, Truyền hình và Sân khấu Quốc gia Leon Schiller (Państwowa Wyższa Szkoła Filmowa, Telewizyjna i Teatralna im. Leona Schillera w Łodzi) ở Łódź vào năm 2006.
Aneta Zając đã đóng vai chính trong sê-ri phim truyền hình Ba Lan mang tên Pierwsza miłość kể từ năm 2004.
Năm 2008, cô tham gia chương trình giải trí Polsat show Jak oni śpiewają mùa 3, phiên bản Ba Lan của chương trình Soapstar Superstar, và chiến thắng ở vị trí thứ năm.
Năm 2014, Aneta Zając là một trong số những thí sinh của cuộc thi Taniec z gwiazdami mùa thứ 14. Đây là phiên bản Ba Lan của chương trình Dancing with the Stars. Cô đã chiến thắng cuộc thi, giành được "Kryształowa Kula" và 100.000 złoty.

## Thành tích nghệ thuật

### Truyền hình
- 2000–2001: Na dobre i na złe – Jolanta Wolniak
- 2002–2004: Plebania – Aneta Kurowska
- 2003: Daleko od noszy – con gái của Półpielec
- 2003–2005: Sprawa na dziś – tiếp tân của bệnh viện
- 2004: Lokatorzy – Danuta Stachyra
- 2004–nay: Pierwsza miłość] –  Marysia Radosz
- 2005: Pensjonat pod Różą – Magdalena Barcz
- 2007: Świat według Kiepskich – người tham gia chương trình truyền hình
- 2009: Doktor Dziwago – Ela
- 2012: Galeria – Mariola
- 2012: Hotel 52 – Malwina

### Điện ảnh
- 2013: Śliwowica –  Marysia Radosz